# Gostović
 Ovo je glavno značenje pojma Gostović. Za druga značenja pogledajte Gostović (razdvojba).
Gostović je selo koje se nalazi sjeveroistočno od Vrbovca. Prema popisu iz 2001. godine ima 152 stanovnika. 
Gostović se nalazi na Kolomanovoj cesti Koprivnica - Zagreb - Jadransko more. 

## Povijest
Spominje se kao plemićki posjed 1223. g., kasnije kao centar gospoštije Gostović-Lovrečina. Od 1460. do 1600. živi ovdje plemićka obitelj Belovarec, po kojoj se tada ovo naselje prozvalo Belovarci. 1598. g. ima samo 2 kmetske kuće.
Poslije 1600. g. obnavlja se ime Gostović.

## Stanovništvo
| broj stanovnika | 80    | 87    | 76    | 102   | 127   | 166   | 155   | 161   | 168   | 173   | 179   | 146   | 150   | 133   | 152   | 139   | 117   |
|                 | 1857. | 1869. | 1880. | 1890. | 1900. | 1910. | 1921. | 1931. | 1948. | 1953. | 1961. | 1971. | 1981. | 1991. | 2001. | 2011. | 2021. |